# Siegfried IV. (Lebenau)
Siegfried IV. († 17. Dezember 1210), aufgrund der Zählung in seinem Haus auch als Siegfried V. bezeichnet, entstammte dem Seitenzweig der Grafen von Lebenau des Hauses Spanheim. Nach dem Tod seines Vaters Otto I. von Lebenau folgte er diesem als Graf von Lebenau sowie als Vogt des Salzburger Domstifts und der Klöster St. Emmeram und Seeon.

## Leben und Wirken
Über Siegfrieds Leben ist nicht viel bekannt, er ist nur wenige Jahre urkundlich fassbar.
Siegfried IV. war der älteste Sohn von Otto I. von Lebenau und dessen erster Frau Eufemia von Dornberg.
Nach dem Tode seines Vaters 1205 folgte er diesem als Graf von Lebenau.
Im April 1209 ist er in Landshut im Gefolge des bayerischen Herzogs Ludwigs I.
Ein Jahr später, am 17. Dezember 1210, verstarb Siegfried IV. bereits. Da er keinerlei Kinder hatte, folgte ihm sein jüngerer Bruder Bernhard I. als Graf von Lebenau.